# Argulus stizostethii
Argulus stizostethii är en kräftdjursart som beskrevs av Kellicott 1880. Argulus stizostethii ingår i släktet Argulus och familjen karplöss. Inga underarter finns listade i Catalogue of Life.